# Javier Carpio
Javier Carpio (Salamanca, 6 de abril de 1984) es un exfutbolista español, que jugaba en la posición de lateral derecho. Se retiró en 2023 en el Palencia C. F..

## Trayectoria
Se forma en las categorías inferiores de la extinta U. D. Salamanca de su ciudad natal. En la temporada 2003-2004 llega a la plantilla de la U.D. Salamanca "B" (conocido popularmente como el Salmantino) formando parte de una de las generaciones más prolijas del fútbol salmantino junto a Jorge Alonso, Koeman o David Montero. Su única aparición en el primer equipo charro es una convocatoria en la temporada 2003-2004 por parte de Felipe Miñambres.
En la temporada 2005-2006 abandona su club de formación para debutar en la 2ª B en las filas del Deportivo Alavés "B". La temporada termina con el descenso del filial albiazul poniendo fin a su aventura en Vitoria.
Las dos siguientes temporadas las disputa en el grupo murciano de la Tercera División de España: Mazarrón C.F. (2006-07) y Pinatar C.F. (2007-2008).
La temporada 2008-2009 supone su regreso a la 2ª B de la mano del C.D. Alcoyano. En las dos temporadas en el conjunto de Alcoy cuenta con la confianza tanto de José Bordalás (El entrenador más determinante en su carrera) y como de Paco López. El 7 de enero de 2010, el consejero delegado del Elche C. F., Juan Carlos Ramírez, confirma que el club blanquiverde ha llegado a un acuerdo para cerrar el fichaje de Carpio para la temporada 2010-2011.
En las dos temporadas que juega en el Martínez Valero se asienta en la nueva categoría y demuestra un gran estado de forma, aunque en la 2ª temporada la llegada de Javier Flaño le resta protagonismo. Jugando en el conjunto ilicitano disputa el Partido Champions For Africa 2011.
El 9 de julio de 2012 se oficializa su fichaje por la S.D. Ponferradina, también de la Liga Adelante. Como ya hiciera en Elche, el jugador salmantino destaca por ser un defensor sobrio y tener un gran despliegue físico
El 1 de julio de 2015 se anuncia su regreso a Vitoria al fichar una temporada por el Deportivo Alavés entrenado por José Bordalás, entrenador suyo en el C.D. Alcoyano y el Elche C. F.. Durante la pretemporada se impone en la lucha por el once titular a Dani Estrada y se convierte en indiscutible tanto para el entrenador como para la grada, consiguiendo el ascenso al final de la temporada.
Pese a contar con contrato, la entidad babazorra no cuenta con sus servicio por lo que tras negociar la rescisión del contrato ficha por el recién ascendido a 2ª División, el histórico Cádiz C. F..

## Clubes
| Club                 | País   | Año         |
| -------------------- | ------ | ----------- |
| U.D. Salamanca "B"   | España | 2003 - 2005 |
| Deportivo Alavés "B" | España | 2005 - 2006 |
| Mazarrón C.F.        | España | 2006 - 2007 |
| Pinatar C.F.         | España | 2007 - 2008 |
| C.D. Alcoyano        | España | 2008 - 2010 |
| Elche C. F.          | España | 2010 - 2012 |
| S. D. Ponferradina   | España | 2012-2015   |
| Deportivo Alavés     | España | 2015-2016   |
| Cádiz C. F.          | España | 2016-2018   |
| Salamanca CF UDS     | España | 2019-2020   |
| Palencia C. F.       | España | 2020-2023   |